# Lores y damas
Lores y damas es una novela fantástica de Terry Pratchett, donde este utiliza gran cantidad de las caricaturescas paradojas filosóficas que acostumbra a utilizar en sus obras. Pertenece al arco argumental de las Brujas y cuenta lo que sucedió antes y durante el matrimonio de Magrat Ajostiernos.

## Argumento
El aquelarre de Lancre acaba de regresar, vieron al elefante y muchas cosas más, pero es momento de volver a casa y retomar sus vidas. 
Magrat Ajostiernos, la más joven de las brujas que se dio a conocer en Brujerías (1988) y Brujas de Viaje (1991), se  va a casar con Verence II, antiguo bufón, y actualmente el rey de Lancre (coronado rey en vez de su hermano, Tomjon, en Brujerías) y todos se preparan para la ceremonia. De hecho todo está preparado ya para la ceremonia y lo único que falta es la novia. 
Es el tiempo del círculo, cosas extrañas suceden en Lancre y las brujas intentan averiguar qué es lo que está pasando. Yaya tiene el presentimiento de su muerte, las brujas y magos saben el día y hora de su muerte, lo que la tiene intranquila.  
Cinco jovencitas empiezan a plantar cara a las brujas y se atreven a desafiar a Yaya. El grupo de danzas locales, conformado enteramente por hombres, con el propósito de reunirse bailar y tomar algo de esfumino empiezan los ensayos para la obra que presentaran después de la ceremonia.
Todo esto desencadena que se abra una fisura por donde los elfos (que no son esas criaturas dulces y amables que se recuerdan en los cuentos) se cuelan otra vez en el mundo, esta vez intentando apoderarse de él para siempre.
- Datos: Q2078525